# 斯韋德魯普鎮區 (明尼蘇達州奧特泰爾縣)
斯韋德魯普鎮區（英語：Sverdrup Township）是位於美國明尼蘇達州奧特泰爾縣的一個行政鎮區。

## 地方資料
斯韋德魯普鎮區的面積為91.85平方千米，當中陸地面積為72.11平方千米，而水域面積為19.75平方千米。根據2020年美國人口普查的數據，當地共有人口646人，而人口密度為每平方千米7.03人。